# Abu-l-Maghrà ibn Mussa ibn Zurara
Abu-l-Maghrà ibn Mussa ibn Zurara (àrab: أبو المغراء بن موسى بن زرارة, Abū l-Maḡrāʾ b. Mūsà b. Zurāra) fou emir d'Arzèn del 853 al 898.
Fet presoner el seu pare Mussa ibn Zurara per Bogha al-Kabir, ostikan d'Armènia, Abu-l-Maqra va recollir la successió.
El 868 el príncep Gurguèn de Mardastan li va prendre alguns territoris de l'orient de l'emirat.
Des del 886 fou vassall del rei d'Armènia Asoci I el Gran.
El 897 l'emir de Diyar Bakr, Àhmad ibn Issa ibn Xaykh, cridat pels feudals de Baspracània, va atacar l'emirat d'Arzèn on Abu-l-Maqra era lleial al rei d'Armènia. Va atacar també el principat de Taron que va annexar. Llavors va annexar també l'emirat d'Arzèn i les muntanyes de Khoit i Sassun (que abans havien estat de Taron però darrerament pertanyien a Abu-l-Maqra).
Abu-l-Maqra estava casat amb una princesa armènia però els autors no estan d'acord en si era una bagràtida de Taron (com diuen els historiadors àrabs) o una Arzerúnia de Baspracània (com diu l'armeni Joan el Catolicós).
Després de la conquesta d'Arzèn fou empresonat pels xaibànides i va morir en captivitat no gaire després.